# 過海隧道巴士989線
過海隧道巴士989線是香港一條的過海巴士路線，由城巴有限公司營辦，於2021年4月26日投入服務，由火炭（駿洋邨）單向開往西灣河，途經禾輋邨、瀝源邨、沙田市中心及大圍後，取道青沙公路、西區海底隧道及中環及灣仔繞道前往港島區之北角及鰂魚涌，全程收費為$19.0。989線只於星期一至五上午繁忙時間提供去程服務，下午繁忙時間回程服務則由987線提供，於沙田區內繞經田心圍、秦石邨及沙田圍前往火炭。

## 歷史
因應火炭及大圍持續發展而帶來的新增乘客需求，加上該帶未有任何往返港島東的巴士服務，運輸署於《2019－2020年度巴士路線計劃》中建議開辦一條全新過海隧巴路線，往返火炭（桂地街）至西灣河（太安街），於沙田區內途經禾輋邨、瀝源邨、沙田市中心、大圍、顯田、秦石邨及沙田圍後，取道大老山隧道及東區海底隧道往返港島東，於星期一至五早晚繁忙時間分別提供兩班去程及一班回程服務，並以公開招標決定營運巴士公司。惟方案推出後，沙田區議會批評新路線在沙田區內走線迂迴，建議分拆路線，分別由火炭和大圍開出前往西灣河。
運輸署其後在《2020－2021年度巴士路線計劃》中，將原有上一年建議的火炭至港島東路線的新路線一分為二，其中原建議往返火炭至西灣河的路線（即此路線），在大圍後改為取道青沙公路、西區海底隧道、中環及灣仔繞道及東區走廊往返；至於原建議由大圍至沙田圍返港島東的服務，則另外分拆成另外一條全新招標路線，取道大老山隧道及東區海底隧道往返港島東，兩線均建議星期一至五早晚繁忙時間各開出一班單向服務。
2021年3月，運輸署把此路線的專營權批予城巴，原預計於同月29日開辦，最終要延遲至同年4月26日才投入服務，編號為「989」，並增至來回各開四班車，由沙田市中心前往太古城的車程約需40分鐘。同年6月7日起，此線由駿洋邨開出後改由桂地街直接轉入火炭路而不再途經山尾街，取消停靠火炭（山尾街）公共運輸交匯處而改停火炭路近麵房街之分站。
為進一步便利美田邨一帶的乘客及優化路線的服務範圍，城巴及運輸署於《2022－2023年度巴士路線計劃》中，建議989線來回程繞經美輝街及香粉寮街，來回程同時改經糖水道出入東區走廊，以配合北角碼頭一帶辦公大樓的乘客需求，並調整部份班次開車時間。相關建議於2022年8月8日起實施，989線於來回方向於當日起在美輝街新增站點，往西灣河方向加停渣華道近琴行街及電照街，往火炭方向則加停英皇道近健威花園及琴行街兩站；由火炭（駿洋邨）開出之班次服務時間調整為星期一至五07:05、07:20、07:40及08:05，由西灣河開出之班次服務時間調整為星期一至五18:05、18:25、18:50及19:20。
然而 989線下午往沙田方向的班次平均每班車只接載約40人，因此城巴及運輸署於《2024－2025年度巴士路線計劃》中，建議把此路線和過海隧道巴士986線往沙田的服務合併成新路線「987」，於沙田區內依次途經美輝街、美田路、田心圍、大涌橋路、沙燕橋、好運中心及源禾路前往火炭（駿洋邨），於17:00－19:20期間提供9班車。相關建議於2024年8月19日起實施。

## 服務時間及班次
989線於星期一至五上午繁忙時間在固定時間開出4班常規班次，星期六、日及公眾假期不設服務，列表如下：
| 火炭（駿洋邨）開        | 火炭（駿洋邨）開 |
| 服務時間 （星期一至五） | 班次 （分鐘）    |
| ----------------------- | ---------------- |
| 07:05－08:05            | 20               |

987線於星期一至五下午繁忙時間在固定時間開出9班常規班次，星期六、日及公眾假期不設服務，列表如下：
| 西灣河開                | 西灣河開      | 西灣河開 |
| 服務時間 （星期一至五） | 班次 （分鐘） |          |
| ----------------------- | ------------- | -------- |
| 17:00－17:40            | 20            |          |
| 17:55、18:05            |               |          |
| 18:20－19:20            | 20            |          |

## 收費
989及987線全程收費為$19.0，均設12歲以下小童及65歲或以上長者半價優惠設12歲以下小童及65歲或以上長者半價優惠。60歲－64歲香港居民、65歲或以上長者與合資格殘疾人士如以指定八達通繳付兩線的車資，可享有長者及合資格殘疾人士公共交通票價優惠計劃提供的$2票價優惠。乘客登車時需以現金或八達通卡繳付車資，不設找贖；而每位成人乘客可免費帶同最多兩名四歲以下而且不佔座位的兒童乘車。此外，乘客亦可使用指定電子支付工具繳付車資，使用此支付方式的乘客可享有與其他城巴獨營路線或聯營線城巴班次之轉乘優惠，惟不適用於與非城巴路線之轉乘優惠，乘客亦不能享有「公共交通費用補貼計劃」及「長者及合資格殘疾人士公共交通票價優惠計劃」。
989及987線沿途單向分段收費如下：
| 上車地點＼落車地點     | 西灣河 （只適用於989線） | 火炭（駿洋邨） （只適用於987線） |
| ---------------------- | ------------------------ | -------------------------------- |
| 西區海底隧道巴士轉乘站 | $12.2                    | $12.1                            |
| 琴行街起               | $5.3                     | 不適用                           |
| 青沙公路巴士轉乘站起   | 不適用                   | $6.3                             |

## 用車
根據《2024－2025年度巴士路線計劃》，989線使用4輛雙層巴士行走，主要用車為Enviro500 MMC 12米（8547－8567）、其12.8米版本（6460－6499、6700－6701）及富豪B8L 12米（8806－8829）。這批巴士皆配備歐盟六型環保引擎、電子穩定控制系統、車速限制減速控制裝置和雙輪椅停泊位，以及全數座椅皆設有安全帶。

## 行車路線

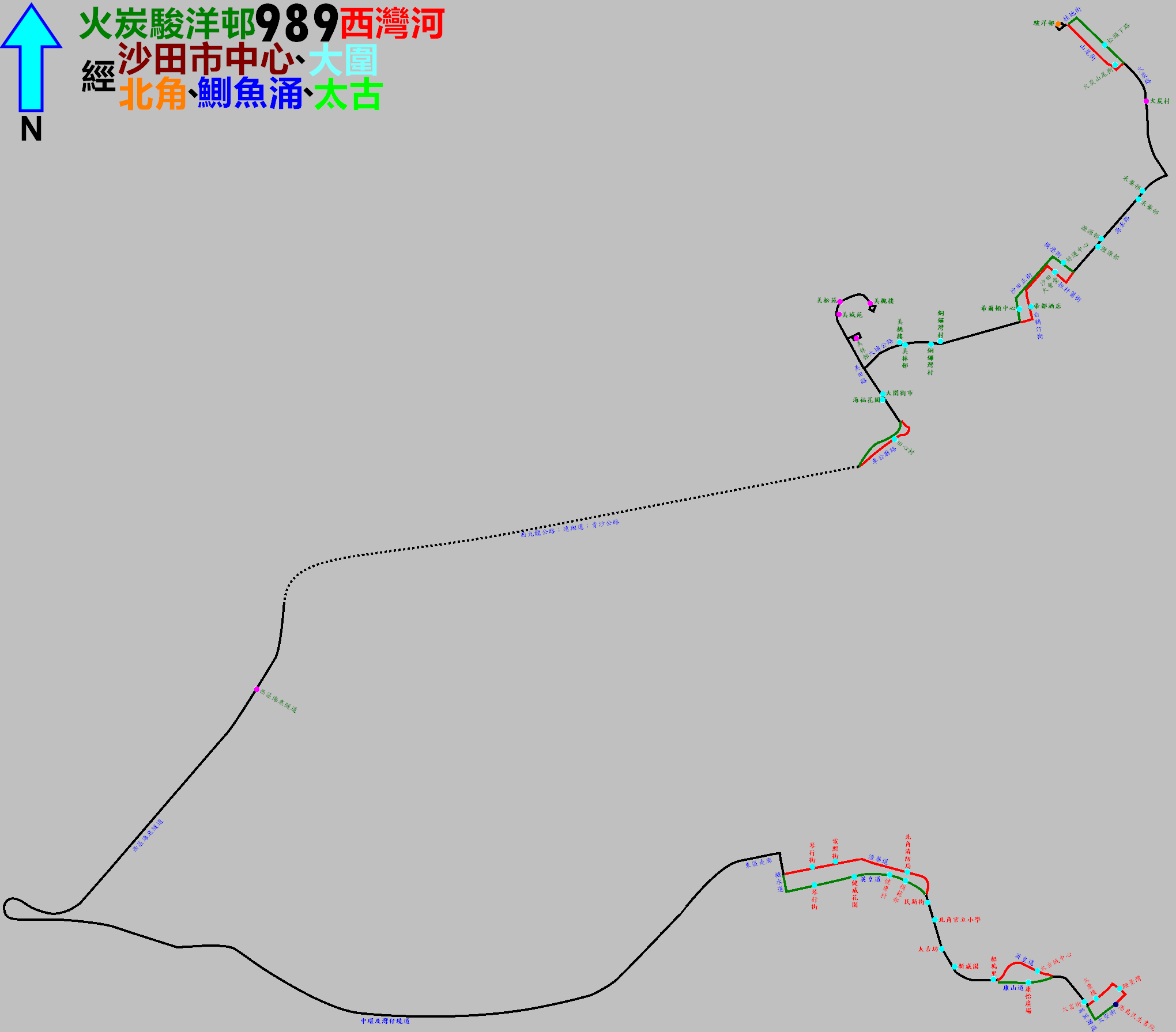
過海隧巴989線的走線圖

989線由火炭（駿洋邨）開出的班次途經桂地街、火炭路、源禾路、担杆莆街、沙田正街、白鶴汀街、沙田正街、大埔公路－大圍段、大圍道、美田路、美輝街、香粉寮街、美田路、迴旋處、美田路、美林邨通道、美林巴士總站、美田路、車公廟路、青沙公路、荔寶路、連翔道、西九龍公路、西區海底隧道、干諾道西天橋、林士街天橋、中環及灣仔繞道、東區走廊、糖水道、渣華道、英皇道、筲箕灣道、太康街、鯉景道及太安街前往西灣河，具體停站請參考資訊框；987線由西灣河開出的班次途經太安街、筲箕灣道、英皇道、康山道、英皇道、糖水道、東區走廊、中環及灣仔繞道、林士街天橋、干諾道西天橋、西區海底隧道、西九龍公路、連翔道、青沙公路、美輝街、香粉寮街、美田路、紅梅谷路、田心街、車公廟路、大涌橋路、沙田鄉事會路、源禾路、担杆莆街、沙田正街、橫壆街、源禾路、火炭路及桂地街前往火炭（駿洋邨），具體停站請參考資訊框。

## 使用狀況
根據《2022－2023年度巴士路線計劃》，989線最繁忙一小時載客率為74%，上午個別班次於「田心村」分站的載客率逾85%。而在《2024－2025年度巴士路線計劃》中，此路線最繁忙一小時內的載客率為45%，下午回程班次的載客率為29%，平均每班車約40人。